# Simca CG Proto MC
 (novembre 2010).
 (mars 2024).
Le Simca CG Proto MC est un programme de compétition automobile destiné à construire un véhicule capable de concurrencer les Alpine-Renault. Il regroupe les efforts et les compétences de Chrysler France pour la motorisation (qui continue à produire les véhicules de la Société Industrielle de Mécanique et Carrosserie Automobile (Simca) sous cette dénomination), du constructeur Automobile Chappe et Gessalin pour la carrosserie et de Matra Sports sur le chassis. Initié par Henri Chemin en 1970, il prend fin en 1974 avec le retrait de Matra et la disparition de Chappe et Gessalin.

## Une voiture prête en quelques mois

### Genèse d'un mariage à trois
En avril 1969, Henri Chemin est nommé directeur du service compétition de Chrysler France. C’est un personnage controversé, mais il vient de passer dix ans au même poste avec une certaine réussite auprès de Ford. Il cherche un pilote d’usine, Bernard Darniche et Bernard Fiorentino sont pressentis. Le premier préfère aller chez Alpine, c’est le second qui est engagé. Au volant d’un prototype 1500 dérivé d’une Simca 1000, puis d’un Simca coupé Bertone allégé, équipé du moteur 1 800 cm3 de la Chrysler 180, Fiorentino obtient des résultats bien plus qu’honorables, mais la compétition est le monopole d’Alpine en cette fin de décennie où même Porsche n’accède que rarement à la victoire.
Chappe et Gessalin construit un petit coupé en utilisant des éléments mécaniques Simca, une base bien plus pertinente car il est plus léger de plus de 200 kg que le coupé Bertone. Un nouveau prototype est donc fabriqué en collaboration avec la petite entreprise et Fiorentino le conduit à trois reprises sur la deuxième marche du podium. Mais la lutte est doublement inégale, 120 ch contre 160 et la quantité d’Alpine alignées en course est bien plus grande.
Il est alors décidé de construire une voiture destinée à battre Alpine sur son terrain. Pour 1970, Matra, récent vainqueur du championnat du monde de Formule 1, signe avec Chrysler France un accord de distribution pour la Matra 530 qu’il construit parallèlement à ses activités dans la compétition automobile. On intègre alors au projet les compétences de Bernard Boyer, responsable de la conception des structures chez Matra Sports.

### Naissance du projet
Le 9 février 1970, la direction de Chrysler France donne son accord pour le projet compétition appelé Simca CG Proto MC. Ces dernières initiales pour « Moteur Central » et non « Matra Course » comme on l’entend trop souvent… Chrysler France en la personne d’Henri Chemin coordonne le projet. Le moteur est préparé par le service compétition qu’il dirige, Bernard Boyer et son équipe conçoivent le châssis qui sera habillé par Chappe et Gessalin en s’inspirant du CG 1200 S.
Dès la fin du mois de mars, le projet est finalisé et le 25 mai, le premier châssis est terminé. À la mi-juillet, la carrosserie et le moteur de la Chrysler 180 (qui est un moteur Simca élaboré, construit et dessiné à Poissy), fortement revu, sont prêts, l’assemblage peut commencer. Le 25 juillet, le prototype fait ses premiers tours de roues et le 30 juillet 1970, il est présenté à la presse. Quelques mois à peine ont été nécessaires, tout s’est passé si rapidement et dans l’ombre que beaucoup pense à un coup de bluff de la part d’Henri Chemin qui n’en est pas à son premier coup médiatique publicitaire, mais la voiture est là, bien là.

### Une rapide mise au point
Les tout premiers tests de mise au point ont lieu le 4 août à Magny-Cours et sans attendre la voiture est engagée le 8 août 1970 à la Course de côte du Mont-Dore. Elle signe le 12e temps au scratch et emporte le groupe 5 pour sa toute première sortie semi-officielle. On la retrouve à la course de côte du Haut Cantal et au Rallye Vercors Vivarais, mais elle est équipée de l’ancien moteur 1 800 cm3 (qu’elle casse lors de cette dernière épreuve alors qu’elle est en seconde position) ce qui suppose que son vrai moteur n’est pas prêt.
En novembre, la voiture est inscrite au prestigieux Tour de Corse. La course est dominée par les Alpine même si le Simca CG Proto MC montre des performances honorables. Bernard Darniche remportera l’épreuve devant Jean-Claude Andruet qui décrochera là le titre de champion de France des Rallyes. Fiorentino abandonne, suspension cassée. On approche de la fin de la saison 1970, et la voiture a déjà pu montrer son potentiel.

### Pari gagné
La dernière épreuve majeure de la saison est le Critérium des Cévennes et ce ne sont pas moins de deux Simca CG Proto MC qui y sont engagés par Henri Chemin. Entre-temps, une deuxième voiture a été construite et confiée à l’équipage Larrousse-Gélin. La lutte est âpre avec les Alpine qui cassent une à une ou sortent de la route et l’on s’achemine vers un beau doublé lorsque Fiorentino abandonne sur rupture de pompe à essence. Ce sera Gérard Larrousse qui offrira sa première victoire au Simca CG Proto MC. Moins de 10 mois après le début du projet, la voiture démontre qu’une concurrente à l’omnipotente Alpine est née.

## Le Simca CG Proto MC

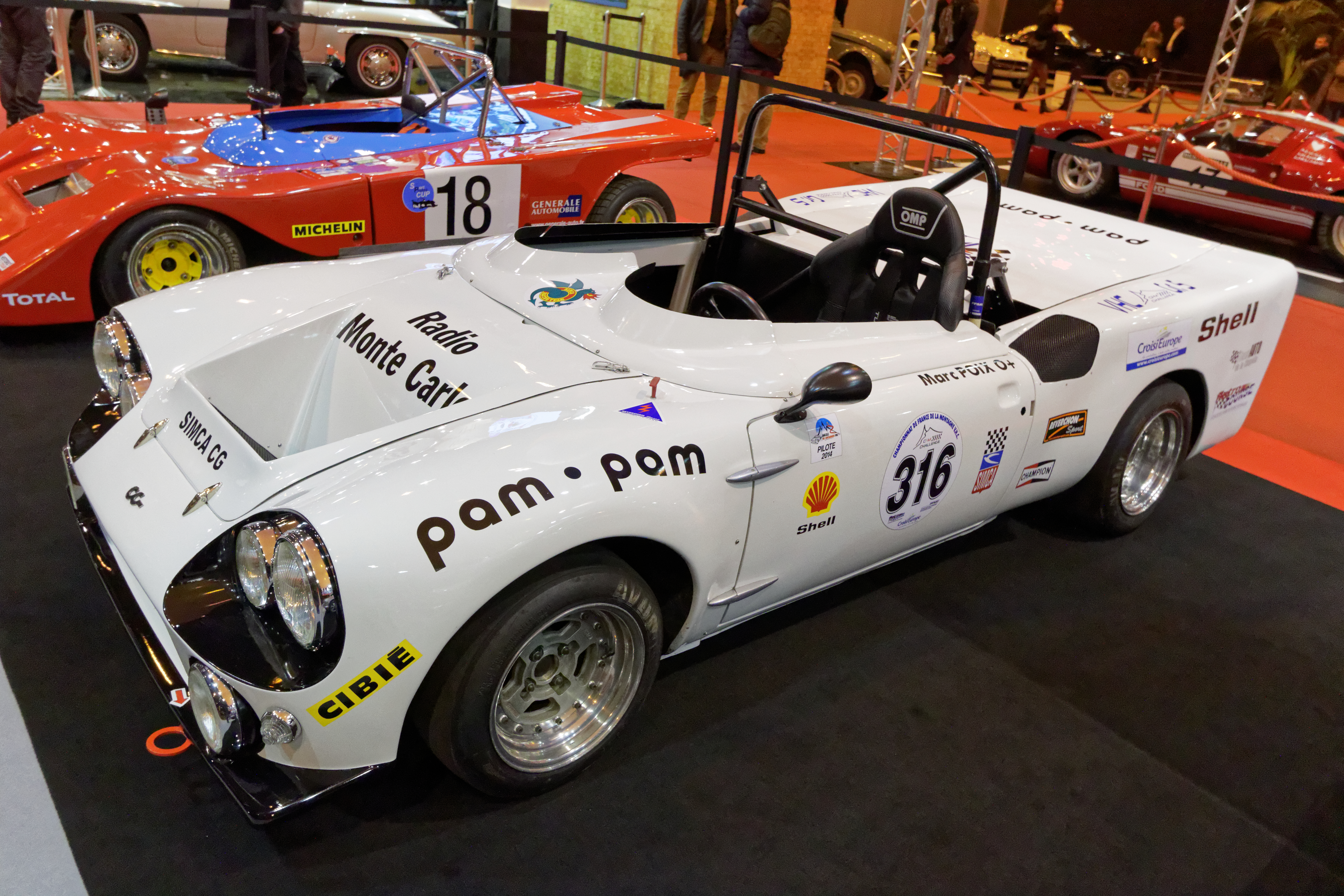
Simca CG Proto MC

Le châssis est une plateforme à caissons – ces derniers contiennent les deux réservoirs de 48 litres – prolongée à l’arrière par un treillis tubulaire dans lequel le moteur est placé en position centrale. Le train avant reprend les fusées du coupé Simca 1200 S mais dispose d'une double triangulation, la suspension étant assurée par des amortisseurs combinés à des ressorts hélicoïdaux complétés par une barre antiroulis. À l’arrière, les porte-moyeux de la Matra 630 sont guidés par six tirants et deux barres de poussée longitudinales et une barre antiroulis. La suspension est semblable à celle de l’avant. Toutes les géométries des deux trains sont donc réglables à volonté. La direction à crémaillère est ultra directe. Les Simca CG Proto MC sont équipés de quatre disques ventilés.
Le moteur de la Chrysler 180 dont la cylindrée est portée à 2 160 cm3 est alimenté par deux carburateurs double-corps horizontaux Weber. Il développe au début du projet 175 ch mais atteint, suivant les modifications, 225 ch. Le moteur est d’abord préparé à Poissy par les bureaux d'études de Chrysler France, puis à partir de 1972, confié à JRD. Ce dernier le transforme radicalement avec l’adjonction d’un double allumage et d’un carter sec, puis d’une nouvelle culasse spécifique. Si la puissance est au rendez-vous, ce sera dans les premiers temps au détriment de la fiabilité. La saison de courses 1972 s’en ressent avec de nombreux abandons. En 1973, le moteur est de nouveau réalésé et est enfin fiable.
| Évolution du moteur du Simca CG Proto MC | Évolution du moteur du Simca CG Proto MC | Évolution du moteur du Simca CG Proto MC | Évolution du moteur du Simca CG Proto MC | Évolution du moteur du Simca CG Proto MC | Évolution du moteur du Simca CG Proto MC |
|                                          | 1970/1971 Coupé                          | 1972 Coupé et Spider                     | 1972 Spider                              | 1973 Spider                              | 1973 Camionnette                         |
| ---------------------------------------- | ---------------------------------------- | ---------------------------------------- | ---------------------------------------- | ---------------------------------------- | ---------------------------------------- |
| Cylindrée                                | 2 160 cm3                                | 2 160 cm3                                | 2 160 cm3                                | 2 207 cm3                                | 2 310 cm3                                |
| alésage × course                         | 91,7 × 81,6                              | 91,7 × 81,6                              | 91,7 × 81,6                              | 92 × 83                                  | 92 × 86,5                                |
| Puissance                                | 175 ch à 6 800 tr/min                    | 195 ch à 6 800 tr/min                    | 215 ch à 7 200 tr/min                    | 225 ch à 7 200 tr/min                    | 225 ch à 7 200 tr/min                    |
| Couple                                   | 220 N m à 4 200 tr/min                   | -                                        | -                                        | 343 N m à 5 000 tr/min                   | 363 N m à 4 500 tr/min                   |

La boîte de vitesses à cinq rapports est empruntée à Porsche (914 puis 911 type 901). La destination exclusive de la voiture aux compétitions routières se fait au détriment des performances pures. On privilégie la souplesse et le couple du moteur plutôt qu’une courbe de puissance trop pointue ce qui permet à la voiture une plage d’utilisation très large et correspond bien aux épreuves des rallyes.
Lorsqu’il est présenté à la presse, en août 1970, le Simca CG Proto MC est ressemblant extérieurement au CG 1200 S dont il se distingue surtout par un empattement plus important de 20 cm dû à la position centrale de son moteur. Il est toutefois plus court que le coupé d’origine, un peu plus large et légèrement surbaissé. Avec un poids de 750 kg, il est handicapé face aux Alpine d’usine. Durant la première saison, on s’efforce de réduire la masse de la voiture et gagner 25 kg. C’est le désir d’obtenir un véhicule plus léger qui conduit à remanier profondément la carrosserie de la voiture. Fin 1971, pour la Ronde des Cévennes, apparaît une version spider. Elle reprend le même châssis, renforcé pour compenser le manque de rigidité due à la suppression du pavillon. La carrosserie est fortement modifiée par la suppression des porte-à-faux avant et arrière. Le spider est beaucoup plus léger que le coupé, 670 kg en rallye pouvant être ramené à 613 kg pour les courses de côte en monoplace et avec un seul réservoir. En 1972, le coupé voit aussi sa carrosserie tronquée à ses extrémités, s'éloignant encore de l'esthétique du CG 1200 S dont il s'inspire.
À la demande de Bernard Fiorentino, en 1973, on construit un hybride entre le coupé et le spider, ce dernier ne permettant pas de courir les épreuves hivernales. Plus qu’une évolution du coupé, il s’agit plutôt d’un spider sur lequel on a greffé un demi-toit. Le résultat est d’une esthétique très discutable et, à sa première sortie, on surnomme la voiture, la « camionnette » ou la « dépanneuse ».
| Évolution du Simca CG Proto MC | Évolution du Simca CG Proto MC | Évolution du Simca CG Proto MC | Évolution du Simca CG Proto MC | Évolution du Simca CG Proto MC |
|                                | CG B1200 S 548                 | Coupé                          | Spider (2 versions)            | Camionnette                    |
| ------------------------------ | ------------------------------ | ------------------------------ | ------------------------------ | ------------------------------ |
| L × l × h                      | 4,02 × 1,54 × 1,20 m           | 3,90 × 1,59 × 1,16 m           | 3,70 × 1,59 m                  | 3,70 × 1,59 × 1,14 m           |
| Empattement                    | 2,22 m                         | 2,40 m                         | 2,40 m                         | 2,40 m                         |
| voie AV / AR                   | 1,25 / 1,26 m                  | -                              | -                              | 1,38 / 1,30 m                  |
| Réservoir                      | -                              | 96 litres                      | 48 ou 96 litres                | 96 litres                      |
| Poids                          | 548 kg                         | 710 à 750 kg                   | 615 à 670 kg                   | 680 kg                         |
| Vitesse maxi                   | 195 km/h                       | 205 km/h                       | 210 km/h                       | 220 km/h                       |

## Les Simca CG Proto MC en course

### Fin de saison 1970
Le Simca CG Proto MC effectue ses premiers tours de roues en août 1970, cette fin de saison sert à la mise au point de la voiture avec Bernard Fiorentino comme pilote et essayeur. Quatre jours après, elle est engagée dans sa première course, la Course de côte du Mont-Dore. Le Simca CG Proto MC se classe 12e au classement général et 3e des prototypes et barquettes. Pour une première sortie, surtout si tôt, le résultat est honorable.
Quelques jours plus tard, une nouvelle course de côte, celle du haut Cantal, est courue Le moteur est resté aux ateliers de Poissy et la voiture est équipée du simple et modeste 1,8 litre, celui de l’ancien prototype, le coupé Simca Bertone qui courait en début de saison précédente. Pour sa première épreuve comptant pour le Championnat de France des Rallyes, le Rallye Vercors Vivarais, le nouveau moteur ne sera toujours pas prêt. Fiorentino y casse d’ailleurs le moteur 1,8 litre alors qu’il se trouve en deuxième position au classement.
L’épreuve suivante est le prestigieux Tour de Corse. Enfin, le moteur est disponible mais, là aussi, il doit abandonner après avoir cassé la suspension. La fin de la saison approche, en novembre a lieu la dernière épreuve, celle du Critérium des Cévennes. Un deuxième prototype a été livré par Chappe et Gessalin et ce sont deux voitures qui sont engagées pour la course. Pour l’occasion, on recrute Gérard Larrousse. Il est pilote d’usine chez Porsche pour l’endurance, désormais spécialiste de circuit, mais ne néglige pas non plus les courses en rallye.
Les Alpine sont largement favorites après leur triple podium au Tour de Corse et la Porsche de Guy Chasseuil qui s’est intercalée à la quatrième place entre les Alpine n’est pas à négliger. Dès la première spéciale, Larrousse se hisse à la 2e place derrière Darniche et damera le pion à ce dernier dans la seconde. Dans la 3e spéciale, Darniche fait une sortie de route et c’est l’hécatombe chez Alpine. Jean Vinatier et Jean-Pierre Nicolas abandonnent à la suite de problèmes de boîte de vitesses et Mangazol sort à son tour. Gérard Larrousse caracole en tête, tandis que Fiorentino qui connaît des problèmes d’alimentation est à la troisième place. Vers la fin de l’épreuve, sa pompe à essence rend l’âme et il doit à son tour abandonner. L’équipage Gérard Larrousse – Maurice Gélin remporte la course devant la Porsche de Wolleck et offre sa première victoire au Simca CG Proto MC.

### Saison 1971
Malgré sa victoire, Gérard Larrousse reste « second pilote » lorsque deux voitures sont engagées, Bernard Fiorentino est le « pilote officiel ». Le premier préférera poursuivre ailleurs sa brillante carrière, Maurice Gélin, lui, reste et sera le fidèle coéquipier de Fiorentino. Lors de la première épreuve du Championnat, le Rallye des Routes du Nord, le duel avec Darniche et son Alpine n’aura pas lieu car ce dernier fait une nouvelle sortie de route. Fiorentino remporte sa première victoire, suivie d’une deuxième dans Neige et Glace, l’épreuve suivante. Pour Lyon Charbonnières, Henri Chemin engage deux voitures, mais Larrousse abandonne sur problèmes de suspension, et Fiorentino casse son moteur.
Il prendra sa revanche lors des deux épreuves suivantes avec deux autres victoires consécutives. Lors du Critérium Alpin, il fait une sortie de route alors qu’il marchait un peu trop fort. Mais la véritable confrontation avec les Alpine aura lieu au Rallye du Mont-Blanc où il affronte Jean-Pierre Nicolas et Bernard Darniche. Le verdict est sans appel, Bernard Fiorentino remporte toutes les spéciales sauf la dernière où il préfère assurer. Darniche, à l’issue de l’épreuve, déclare : « Le proto Simca est maintenant très au point. Si Alpine ne réagit pas, nous serons à chaque fois battus ».
La réplique d’Alpine ne se fait pas attendre et lors de la Ronde Cévenole l’usine aligne deux prototypes « super allégés » de 600 kg avec Jean-Luc Thérier et Jean-Claude Andruet. Cependant, Henri Chemin les avait devancés, avec l’apparition du spider, lui aussi allégé. Andruet fera une sortie de route et Thérier ne pourra pas empêcher le Simca CG Proto MC de gagner avec quatre minutes d’avance.
Avec sept victoires, Bernard Fiorentino peut logiquement prétendre au titre. Hélas, parallèlement engagé sur une Matra au Tour de France Auto, il va faire une grave sortie de route et se casse la cheville. Il est immobilisé quelques semaines sans pouvoir participer aux courses. Une fois déplâtré, il ne reste plus que trois épreuves, dans lesquelles, convalescent, il ne décrochera que deux places de second. Jean-Pierre Nicolas est Champion de France des Rallyes 1971 et Fiorentino doit se contenter de la deuxième place.

### Saison 1972
Après les résultats très prometteurs de la saison précédente, la préparation moteur qui jusque-là était faite par les bureaux d’études de Chrysler est confiée à un spécialiste. JRD, installé à Thiverval-Grignon, a la mission de tirer un maximum du moteur de la Chrysler 180. Ils montent un double allumage et un carter sec. La puissance est au rendez-vous, mais cela sera au détriment de la fiabilité. La saison 1972 sera surtout marquée par les multiples abandons et les problèmes mécaniques.
Bernard Fiorentino utilise essentiellement le Spider lorsque les conditions climatiques le permettent et le coupé est confié à un deuxième volant, Michel Saliba.
Dès la première épreuve le ton est donné et le Simca CG Proto MC se retrouve reléguée à la 3e place loin derrière les Alpine de Darniche et de Nicolas. Au Critérium Alpin, Fiorentino fait une sortie de route alors qu’il était en 2e position et Saliba sauve l’honneur avec une quatrième place. Au rallye de Lorraine, Fiorentino renoue avec la victoire, mais Darniche a été retardé et à la course suivante, le Rallye du Mont Blanc, il repasse devant. La première vraie victoire (et la dernière) de cette saison sera lors de la Ronde Vercors-Vivarais où le Simca CG Proto MC peut montrer son vrai potentiel.
Mais au rallye d’Antibes, c’est le joint de culasse qui lâche et c’est la déception même si Saliba réussit à accéder à la deuxième place. Puis c’est au tour des bielles de montrer des signes de faiblesse. À la Ronde Cévenole, Fiorentino est largement en tête devant Jean-Claude Andruet qui remporte l’épreuve, lorsqu’il casse son moteur. À la course suivante, le Critérium des Cévennes, la même mésaventure se produit. On monte alors des bielles matricées et de nouveaux pistons forgés, le problème semble alors résolu, et il ne reste qu’une seule épreuve pour le démontrer. Mais au Tour de Corse, cette année-là, Jean-Claude Andruet est dominateur au volant de son Alpine 1800 proto et Bernard Fiorentino doit se contenter de la deuxième place. La saison 1972 qui s’achève est décevante. Il a fallu attendre la fin des épreuves pour avoir enfin un moteur performant et fiable.

### Saison 1973
Le nouveau moteur est enfin au point et c’est tout de même confiante que l’équipe aborde la nouvelle saison. Un des deux coupés de 1970 est confié à Philippe Renaudat, jeune pilote issue du Challenge Simca (ancêtre du Simca Racing Team) où il s’est illustré au volant d’un CG, pour courir en national. Engager des voitures dans deux classes différentes permet à cinq reprises en 1973 de réaliser un doublé de victoires en Inter et National. Saliba bénéficie du coupé de Fiorentino lorsque ce dernier court sur sa « camionnette ».
Pourtant dès la première épreuve, il apparait qu'il faut compter avec de nouvelles prétendantes, la Lancia Stratos conduite par Jean-Claude Andruet et la Ford GT 70 conduite par Guy Chasseuil. Michel Saliba décroche sa première victoire au Rallye Mistral et lors de la troisième épreuve, le Critérium de Touraine, c’est le premier doublé, Fiorentino en Inter et Renaudat en National. Ce dernier dispose d’une voiture sur-dimensionnée dans sa catégorie, mais il en fait bon usage et glane 10 victoires sur les 13 épreuves où il participe, s’adjugant le titre.
C’est au Rallye du Mont-Blanc qu’est présentée la dernière évolution du Simca CG Proto MC. Surnommée « la camionnette » (ou « la dépanneuse »), elle fait couler beaucoup d’encre dans la presse. Elle ne fait aucune concession à l’esthétique, taillée à la serpe, mais elle rafle tous les meilleurs temps des spéciales. C’est pourtant avec le spider, de nouveau raccourci et allégé, que Bernard Fiorentino fait sa course la plus mémorable. Devant les Alpine 1800 de Jean-Luc Thérier et Bernard Darniche, la Stratos et la Ford GT70, la Ronde Cévenole est l’occasion pour lui de faire dans les deux premières manches des temps records qui resteront longtemps invaincus. Bernard Fiorentino marche très fort, trop fort, dans la troisième manche, il quitte la route et pulvérise son véhicule et a la chance de s’en sortir indemne. Jean Luc Thérier donne la victoire à Alpine devant Saliba qui sauve l’honneur.
La saison 1973 sera l’apogée de la Simca CG Proto MC avec 22 victoires pour 31 engagements. La voiture est au point, les problèmes mécaniques de la saison précédente, oubliés et l’on peut considérer que l’objectif du départ : construire une véritable machine à gagner des rallyes, est atteint.

## La fin d'une aventure
Certains articles de presse expriment un étonnement : « Il est difficile de comprendre que Chrysler ait mis fin aux activités de ce magnifique Proto alors qu’il venait d’enlever la bagatelle de 22 victoires en une seule saison et qu’il s’avérait à peu près imbattable en Rallye. Messieurs les constructeurs où est la logique ? ». En effet, il n’y aura pas de saison 1974, Chrysler France décide l’arrêt du projet Simca CG Proto MC. Matra Sports qui délaisse par ailleurs la Formule 1, se consacre pleinement à ses propres voitures et aux courses d’endurance. La firme automobile Chappe et Gessalin arrête la construction de son CG qui n’est plus en odeur de sainteté depuis l’alliance de Matra avec Chrysler France pour construire la Matra-Simca Bagheera.
- Si vous ne connaissez pas le sujet, laissez ce bandeau (vous pouvez alors contacter les auteurs).
- Si vous supprimez le contenu mis en cause (vous pouvez préalablement contacter les auteurs),

argumentez précisément cette suppression dans la page de discussion
(un manque de référence n'est pas un argument ; une recherche réelle de référence doit avoir été effectuée, être formellement documentée).
En fait, l’arrêt est programmé depuis longtemps. Malgré les résultats, la décision de Chrysler France est déjà prise et les fonds alloués au projet ne permettent pas en 1973 au Simca CG Proto MC d’aligner le prototype aux épreuves permettant d'obtenir les points nécessaires pour remporter le championnat. En face, Alpine avec ses nombreuses voitures et ses pilotes de talents n’a aucun mal à monopoliser le Championnat International des Marques devenu le Championnat International des Constructeurs. La FIA a beau multiplier les règlements, le Rallye Automobile est en train de changer de visage à l’instar de la Formule 1. Chrysler France n’a pas grand-chose à retirer en termes d’image de marque du Simca CG Proto MC dont le prototype ne rappelle en rien (si ce n’est le moteur…) sa production, pas plus que Matra Sports dont les succès aux 24 Heures du Mans sont autrement payants. C’est finalement Chappe et Gessalin qui pourrait retirer le plus de ce Programme de Compétition Automobile mais elle n’a pas les reins assez solides pour le financer.
Échappement et quelques concessionnaires automobiles Chrysler tentent de remettre le Simca CG Proto MC en course, mais hélas c'est un échec.

## Autour du Simca CG Proto MC

### Une des premières voitures spécifiquement conçues pour les rallyes
- Si vous ne connaissez pas le sujet, laissez ce bandeau (vous pouvez alors contacter les auteurs).
- Si vous supprimez le contenu mis en cause (vous pouvez préalablement contacter les auteurs),

argumentez précisément cette suppression dans la page de discussion
(un manque de référence n'est pas un argument ; une recherche réelle de référence doit avoir été effectuée, être formellement documentée).
On présente habituellement la Lancia Stratos comme le véhicule qui fut le premier construit pour être destiné à la compétition automobile en Rallye. Alpine est dans un cas de figure intermédiaire, l’A110 restant un véhicule de série modifié en vue d'y participer. Mais le Simca CG Proto MC peut très bien en revendiquer l’antériorité, de même que le Ford GT70, tous les deux conçus en 1970. Ces deux prototypes sont issus de deux services compétitions de constructeurs automobiles dont Henri Chemin fut successivement le directeur. Ce n’est certainement pas un hasard. Lorsque la FIA impose pour 1974 que le véhicule soit produit à au moins 400 exemplaires pour être homologué et participer au championnat du monde des constructeurs, seul Lancia a les moyens de le faire. Il lance en 1973 une série de 401 Lancia Stratos… Pour Chrysler France ou Ford France et encore moins pour Chappe et Gessalin, cela n’est envisageable.
Les moteurs serviront toutefois à l'avenir car ils seront montés dans les années 80 sur les 505 Turbo ainsi que les BX 4TC et les Matra Murena 2.2 .
Le rallye automobile change de visage à cette époque et voit apparaître de plus en plus de véhicules spécialement destinés à la compétition. La règle des 400 exemplaires va limiter aux écuries les plus fortunées la participation au championnat. Seuls les grands constructeurs pourront suivre. Ces derniers désirant avoir les retombées de leur investissement vont vouloir des voitures qui ressemblent à leur production et l’on retournera en arrière : la Lancia Stratos disparaîtra à son tour laissant la place à la Fiat 131 Abarth.

### «49 courses, 32 victoires»
Un article de la Revue Échappement consacre une rétrospective à l’épopée Simca CG Proto MC, en titrant « 49 courses, 32 victoires ». Par cette formule, le journal veut relancer le projet Simca CG Proto MC : « On reverra des Simca CG Proto MC en course, en fin d’année grâce aux bonnes volontés conjuguées de concessionnaires Chrysler et de la revue Échappement. » La formule est reprise partout et restera.
En fait, précisément, dans ces 49 courses ont été alignés un ou plusieurs Simca CG Proto MC. Il y a eu en réalité 66 engagements de ce prototype en course et le ratio de victoires approche donc une sur deux, ce qui est déjà une réussite. Cette comptabilité prend en compte toutes les courses, y compris celles de 1970 qui est la période de mise au point de la voiture.